# Remus Opriș
Remus Constantin Opriș (n. 20 noiembrie 1958, Ploiești, România – d. 20 mai 2019) a fost deputat român în legislaturile 1990-1992, 1992-1996 și 1996-2000, ales în județul Prahova pe listele partidului PNTCD. În legislatura 1990-1992, Remus Constantin Opriș l-a înlocuit pe deputatul Vasile Gionea de la data de 15 iunie 1992.  În perioada 12 decembrie 1996 - 30 martie 1998, Remus Opriș a fost ministru delegat pentru coordonarea Secretariatului General al Guvernului și al Departamentului pentru Administrație Publică Locală. Remus Opriș a studiat medicina și s-a specializat în psihiatrie. 